# Dekanat gdowski
Dekanat gdowski – jeden z dziewięciu dekanatów wchodzących w skład eparchii pskowskiej Rosyjskiego Kościoła Prawosławnego.

## Parafie w dekanacie
- Parafia Świętej Trójcy w Domożyrce
  - Cerkiew Świętej Trójcy w Domożyrce
- Parafia Ikony Matki Bożej „Władająca” w Gdowie
  - Sobór Ikony Matki Bożej „Władająca” w Gdowie
- Parafia św. Mikołaja Cudotwórcy w Kamiennym Końcu
  - Cerkiew św. Mikołaja Cudotwórcy w Kamiennym Końcu
- Parafia św. Michała Archanioła w Kobylim Grodzisku
  - Cerkiew św. Michała Archanioła w Kobylim Grodzisku
- Parafia Świętych Kosmy i Damiana w Grozdnie
  - Cerkiew Świętych Kosmy i Damiana w Grozdnie
- Parafia św. Serafina z Sarowa w Jammie
  - Cerkiew św. Serafina z Sarowa w Jammie
- Parafia Opieki Matki Bożej w Jeziorach
  - Cerkiew Opieki Matki Bożej w Jeziorach
- Parafia Świętych Piotra i Pawła w Kunieści
  - Cerkiew Świętych Piotra i Pawła w Kunieści
- Parafia Świętych Piotra i Pawła w Łaptowiczach
  - Cerkiew Świętych Piotra i Pawła w Łaptowiczach
- Parafia Wprowadzenia Najświętszej Maryi Panny do Świątyni w Nowych Dubięgach
  - Cerkiew Wprowadzenia Najświętszej Maryi Panny do Świątyni w Nowych Dubięgach
- Parafia św. Mikołaja Cudotwórcy w Policznie
  - Cerkiew św. Mikołaja Cudotwórcy w Policznie
- Parafia Przemienienia Pańskiego w Przybużu
  - Cerkiew Przemienienia Pańskiego w Przybużu
- Parafia św. Mikołaja Cudotwórcy w Rzemdzie
  - Cerkiew św. Mikołaja Cudotwórcy w Rzemdzie
- Parafia Świętych Piotra i Pawła w Spicynie
  - Cerkiew Świętych Piotra i Pawła w Spicynie
- Parafia Ikony Matki Bożej „Uzdrowicielka” w Trutniewie
  - Cerkiew Ikony Matki Bożej „Uzdrowicielka” w Trutniewie
- Parafia św. Mikołaja Cudotwórcy w Ujściu
  - Cerkiew św. Mikołaja Cudotwórcy w Ujściu
- Parafia Świętych Piotra i Pawła w Wiatwieniku
  - Cerkiew Świętych Piotra i Pawła w Wiatwieniku
- Parafia Opieki Matki Bożej w Wierzcholaniu
  - Cerkiew Opieki Matki Bożej w Wierzcholaniu

## Galeria

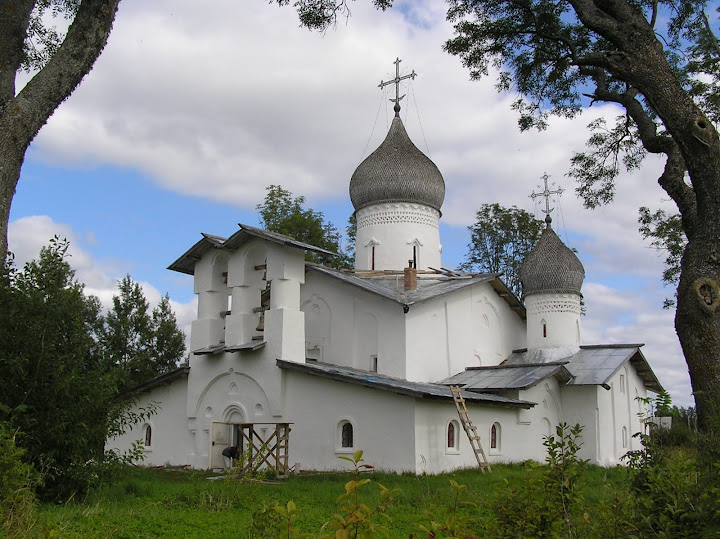
Cerkiew Świętej Trójcy w Domożyrce
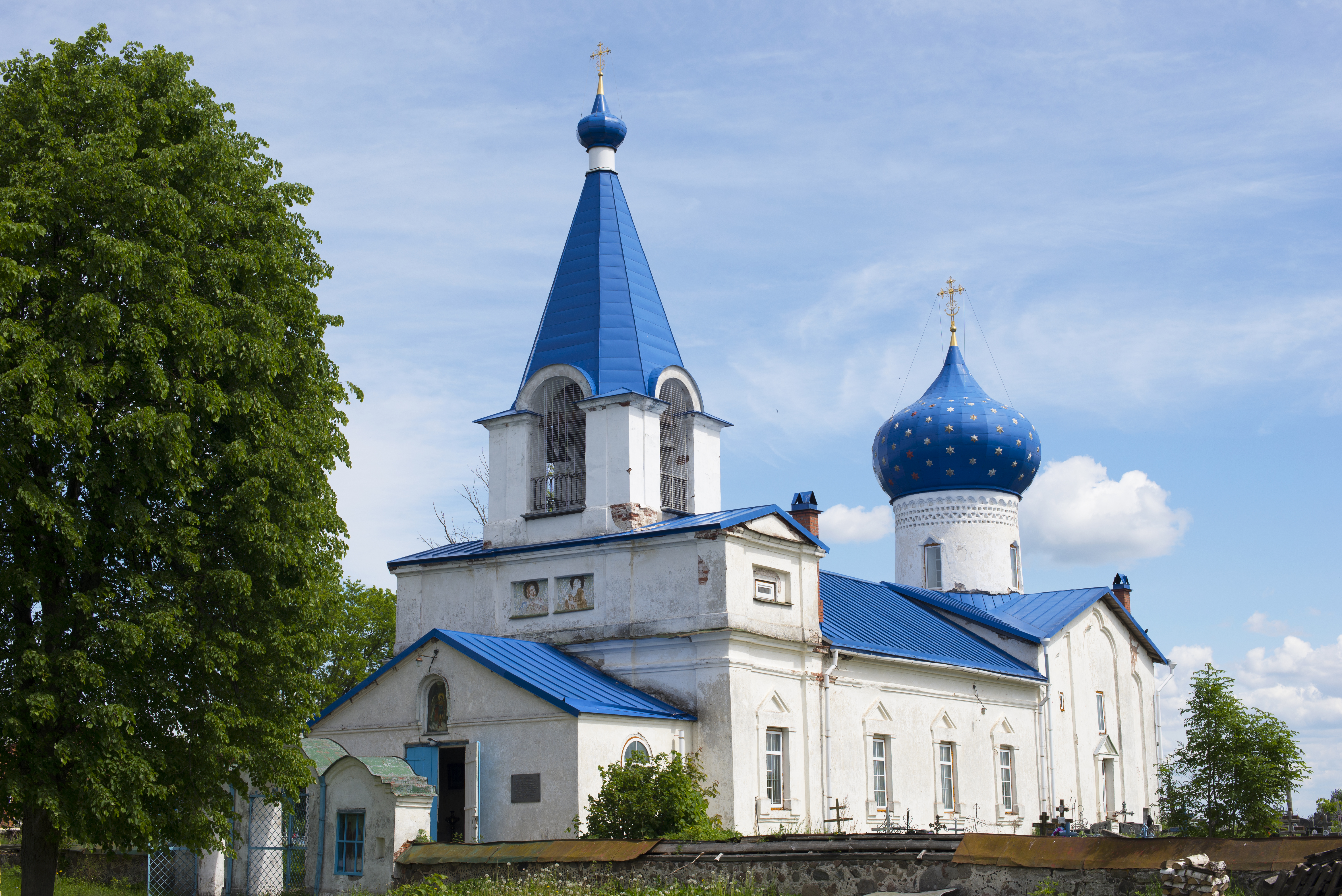
Cerkiew św. Michała Archanioła w Kobylim Grodzisku
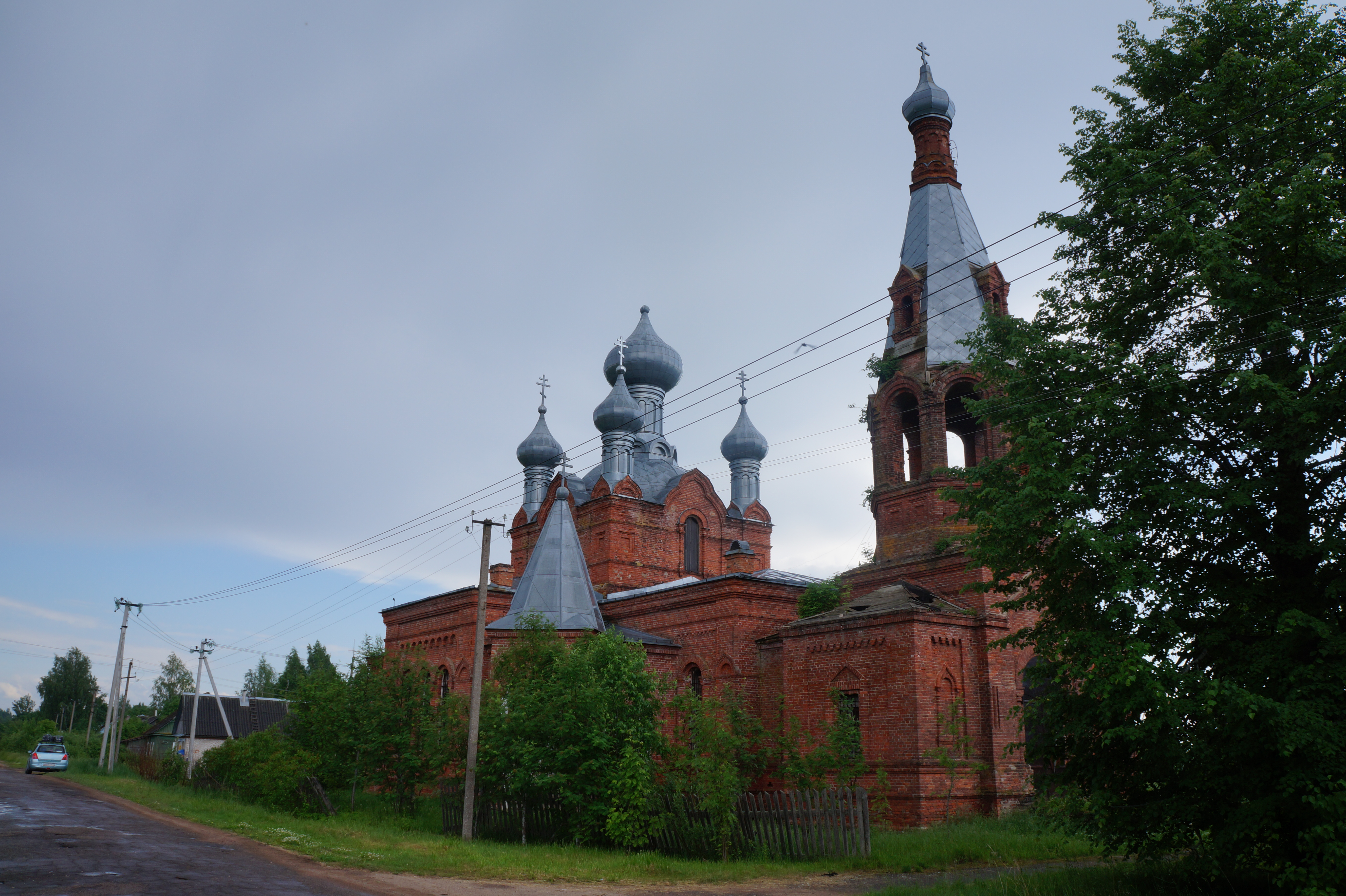
Cerkiew św. Mikołaja Cudotwórcy w Rzemdzie
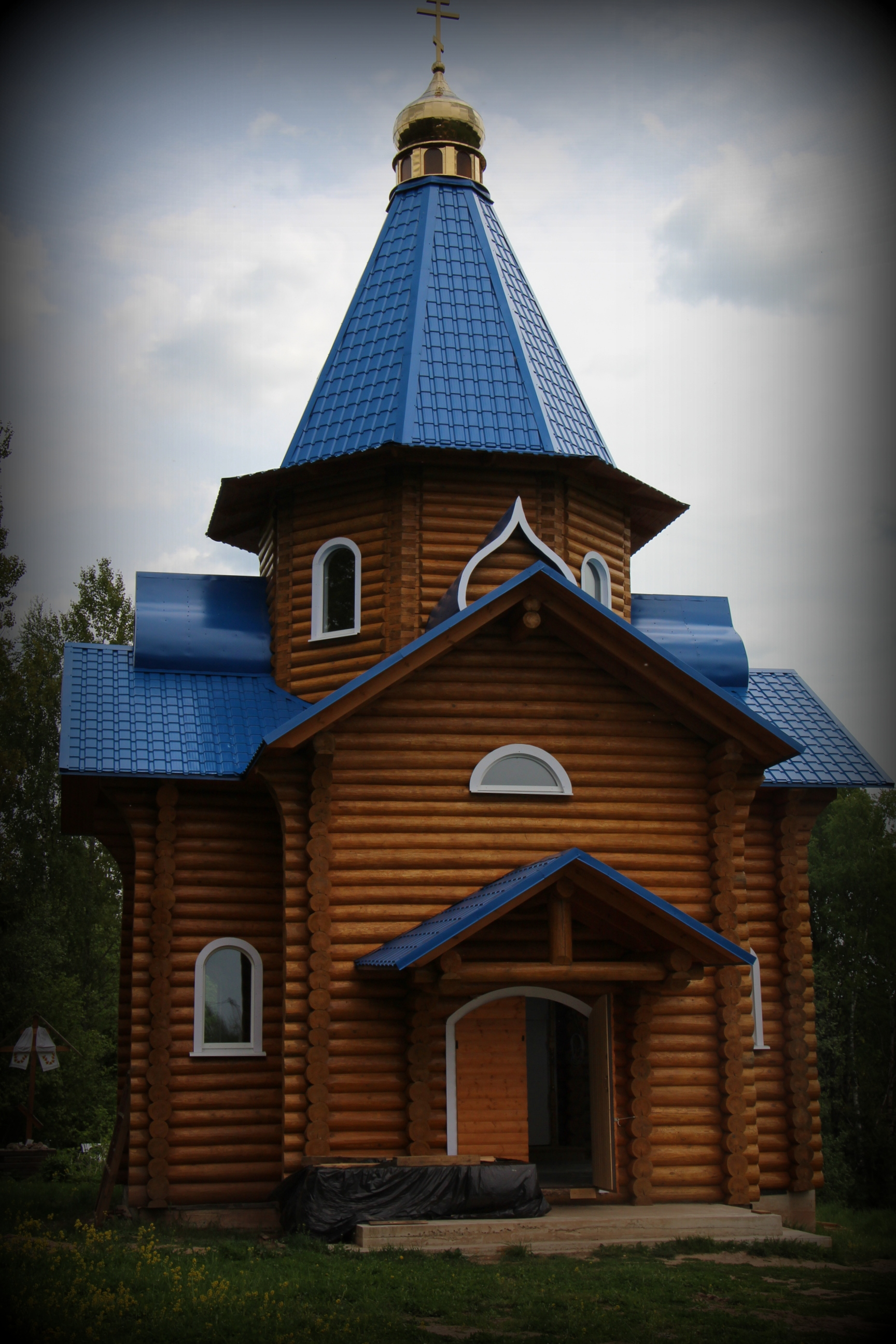
Cerkiew Ikony Matki Bożej „Uzdrowicielka” w Trutniewie